# 桃園体育園区駅
桃園体育園区駅（とうえんたいいくえんくえき）は台湾桃園市中壢区にある桃園機場捷運（桃園捷運機場線）の駅。駅番号は(A19/B6)である。普通車が停車する。悠遊卡・一卡通はじめ各種IC交通カード・電子マネーが利用可。

## 利用可能な鉄道路線
- 桃園捷運
  - ■機場線（桃園機場捷運）

## 駅構造
ホームは地上3階にある。相対式ホーム2面2線の高架駅。ホームドア設置駅。出口は西側に1つ設けられている。

### 駅階層
| 地上 三階                      |                                                                             |                                                                      |
| 相対式ホーム、右側のドアが開く |                                                                             |                                                                      |
| 1番線                          | ←■機場線 普通車 環北方面（興南駅）                                          |                                                                      |
| 2番線                          | →■機場線 普通車 高鉄桃園站・桃園機場(T2・T1)・台北車站方面（高鉄桃園站駅）→ |                                                                      |
| 相対式ホーム、右側のドアが開く |                                                                             |                                                                      |
| 地上 二階                      | コンコース                                                                  | 出入口、コンコース、自動券売機、自動改札機、エスカレーター、、トイレ |

### 駅出口

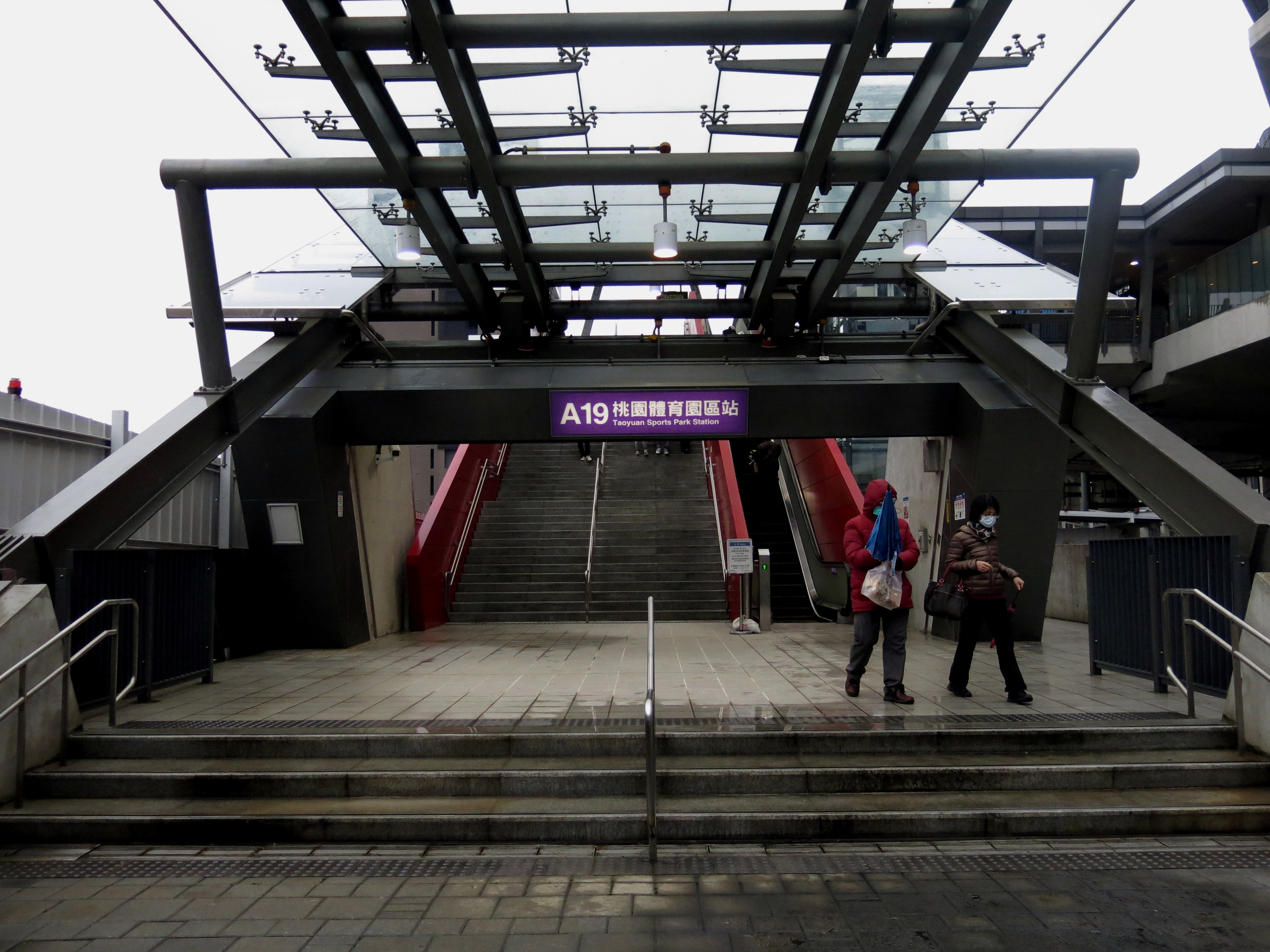
出口

出口1：文康路、民権路四段、楽天桃園棒球場

## 利用状況
| 年   | 1日平均 | 1日平均 | 1日平均 |
| 年   | 乗車    | 出典    |         |
| ---- | ------- | ------- | ------- |
| 2017 | 766     | [ 2 ]   |         |
| 2018 | 801     | [ 2 ]   |         |

## 駅周辺

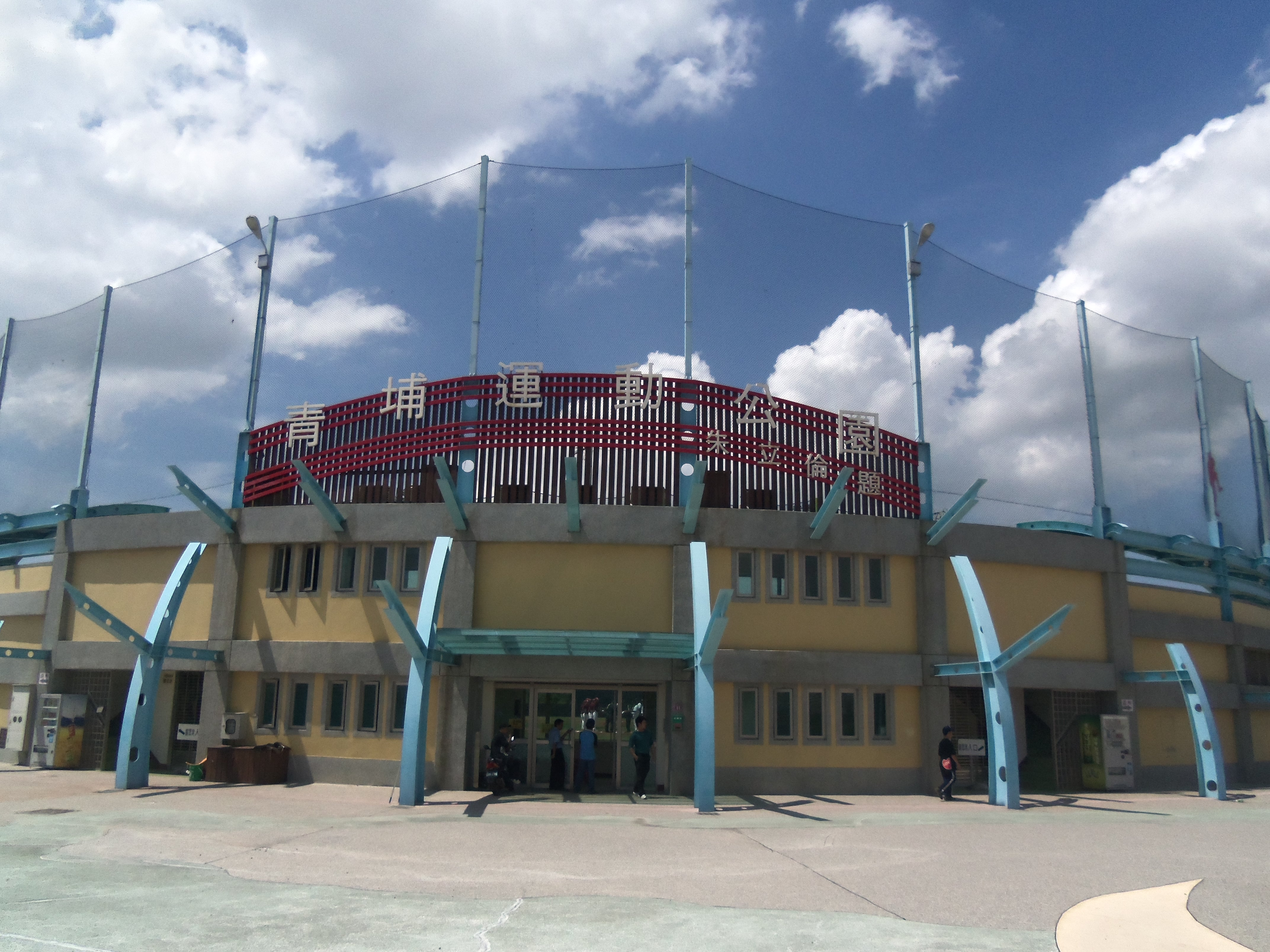
青埔運動公園
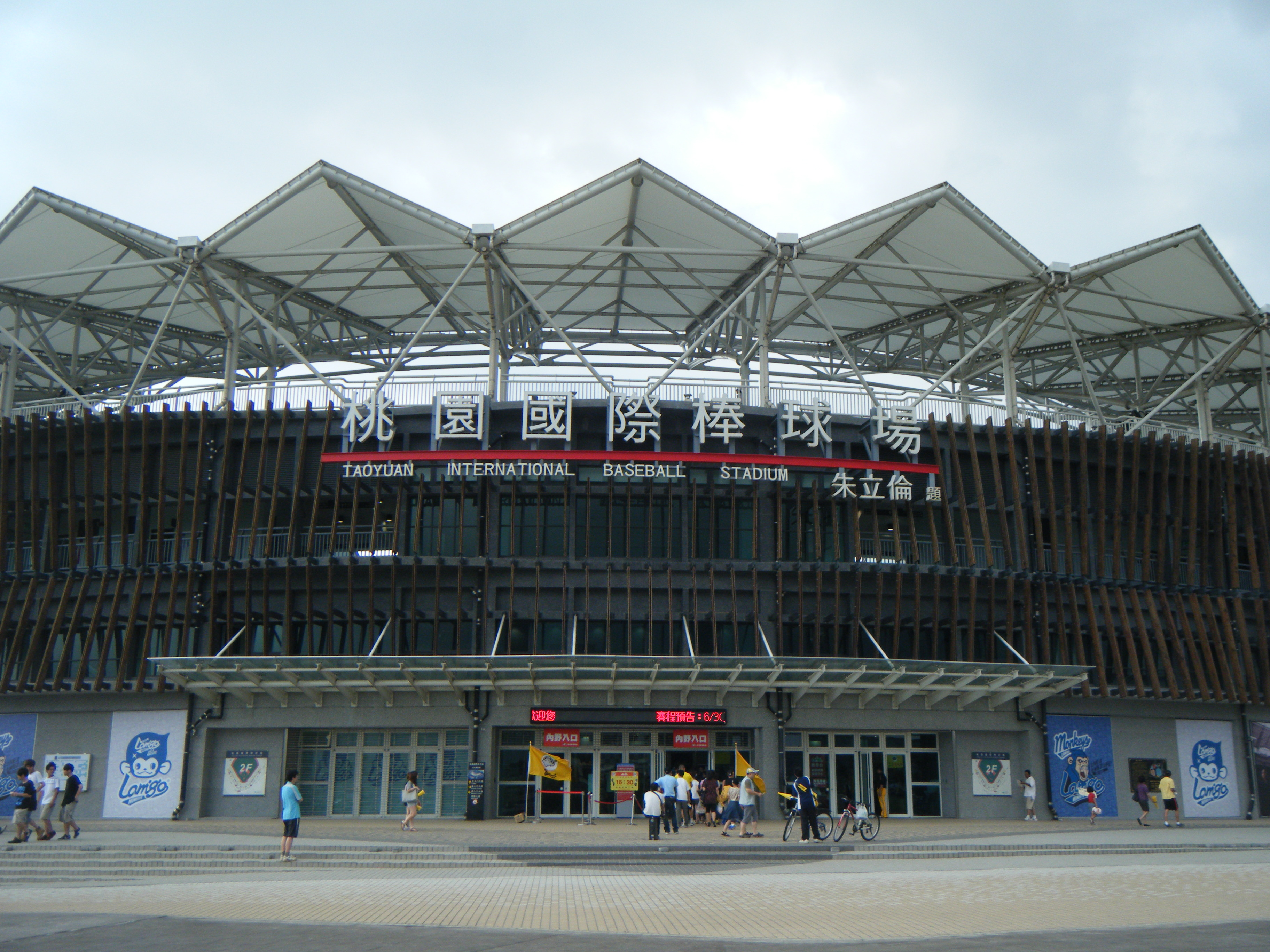
桃園国際棒球場
  - 楽天桃園棒球場
  - 青埔運動公園棒球場
- 高鉄桃園駅
- 環球購物中心中壢店(計画中)
- 航空城世貿中心(計画中)
- 桃園市立美術館(計画中)

- 青埔運動公園棒球場
- 桃園国際棒球場

## バス
- 桃園市市区公車（中国語版）

| 系統                    | 事業者   | 区間                         | 備考     |
| ----------------------- | -------- | ---------------------------- | -------- |
| 132                     | 桃園客運 | 中壢 - 中央大学 - 高鐵桃園駅 |          |
| 171（捷運藍線先導公車） | 桃園客運 | 中壢 - 高鐵桃園駅            |          |
| 172                     | 中壢客運 | 中壢 - 中央大学 - 高鐵桃園駅 |          |
| 707                     | 桃園客運 | 桃園高中 - 桃園国際棒球場    |          |
| 707A                    | 桃園客運 | 桃園市政府 - 桃園国際棒球場  |          |
| 5081                    | 桃園客運 | 中壢 - 下洽渓 - 大園         |          |
| L206                    | 桃園客運 | 中壢区公所 - 中壢区公所      | 大崙橘線 |
| L207                    | 桃園客運 | 中壢区公所 - 中壢区公所      | 大崙紫線 |
| L605 新屋区免費公車     | 桃園客運 | 永安漁港 - 高鐵桃園駅        |          |

## 歴史
- 2017年
  - 2月2日 - 桃園機場捷運（桃園捷運機場線）暫定開業（当駅での入出場は扱わない）[3]。
  - 2月16日 - 当駅での整理券方式による無料体験試乗を開始（日中8-16時のみで、利用者数も1日の上限がある）[3]。
  - 3月2日 - 正式開業（4月1日までの1ヶ月は半額）[3]。

## 画像

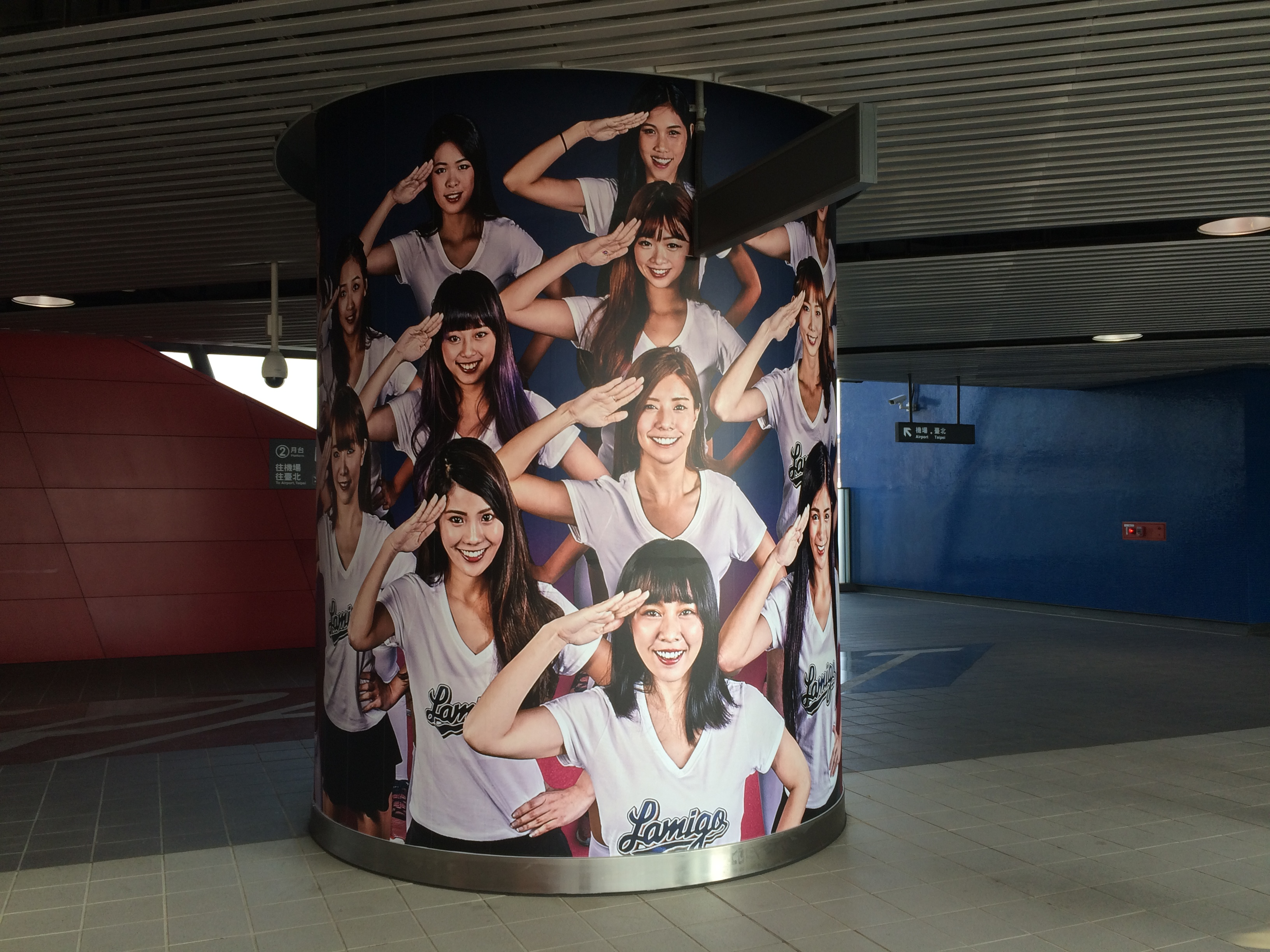
構内にあるLamiガール（Lamigoモンキーズのチアガール）の広告
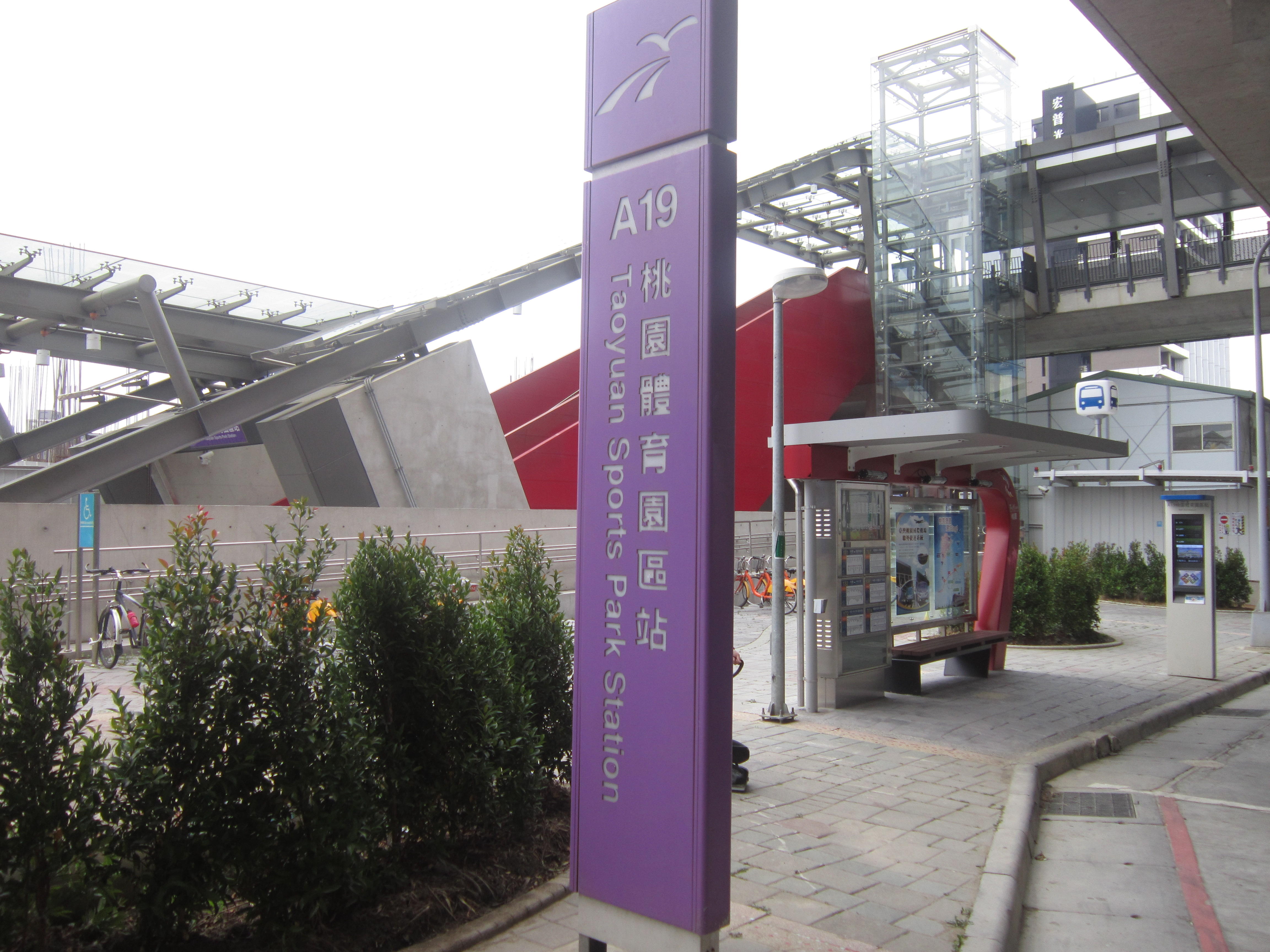
駅名標とバス停留所

## 隣の駅
桃園捷運
機場線（桃園機場捷運）
■直達車
通過
■普通車
高鉄桃園站駅 (A18) - 桃園体育園区駅 (A19) - 興南駅 (A20)